# FIVB Beach Volley World Tour 2011
Navigation
Édition précédente Édition suivante
Le Swatch FIVB Beach Volleyball World Tour 2011 est la vingt-cinquième édition du FIVB Beach Volley World Tour, le circuit professionnel mondial de beach-volley sous l'égide de la Fédération internationale de volley-ball.
Le World Tour messieurs est remporté par la paire brésilienne Emanuel Rego-Alison Cerutti et le circuit dames est gagné par la paire brésilienne Larissa França-Juliana Felisberta da Silva.

## Règlement
Les tournois de l'édition 2011 sont classés en trois catégories et ils comportent un nombre de points et une dotation propres à chacune. Le tableau ci-dessous présente simplement le top 4.
| #    | « Championnats du monde » | « Championnats du monde » | « Grand Chelem » | « Grand Chelem » | « Open » | « Open »     |
| #    | Points                    | Dotation ($)              | Points           | Dotation ($)     | Points   | Dotation ($) |
| 1ers | 1000                      | 60000                     | 800              | 43500            | 600      | 30000        |
| 2es  | 900                       | 45000                     | 720              | 29500            | 540      | 21000        |
| 3es  | 800                       | 35000                     | 640              | 23000            | 480      | 15000        |
| 4es  | 700                       | 28000                     | 560              | 18400            | 420      | 11200        |

## Calendrier

### Messieurs
| #  | Date                 | Tournoi                                          | Vainqueurs                       | Finalistes                             |           |
| -- | -------------------- | ------------------------------------------------ | -------------------------------- | -------------------------------------- | --------- |
| 1  | 18 au 23 avril       | Brasilia Open, Brasilia                          | Philip Dalhausser-Todd Rogers    | Emanuel Rego-Alison Cerutti            | résultats |
| 2  | 2 au 7 mai           | China Shanghai Jinshan Open, Shanghai            | Philip Dalhausser-Todd Rogers    | Jake Gibb-Sean Rosenthal               | résultats |
| 3  | 17 au 22 mai         | Prague Open, Prague                              | Emanuel Rego-Alison Cerutti      | Philip Dalhausser-Todd Rogers          | résultats |
| 4  | 6 au 11 juin         | Beijing Grand Slam, Pékin                        | Emanuel Rego-Alison Cerutti      | Julius Brink-Jonas Reckermann          | résultats |
| 5  | 13 au 19 juin        | Championnats du monde de beach-volley, Rome      | Emanuel Rego-Alison Cerutti      | Márcio Araújo-Ricardo Santos           | résultats |
| 6  | 28 juin au 3 juillet | ConocoPhillips Grand Slam Stavanger, Stavanger   | Márcio Araújo-Ricardo Santos     | Grzegorz Fijałek-Mariusz Prudel        | résultats |
| 7  | 5 au 10 juillet      | 1 to 1 Energy Grand Slam, Gstaad                 | Emanuel Rego-Alison Cerutti      | Philip Dalhausser-Todd Rogers          | résultats |
| 8  | 12 au 17 juillet     | Moscow Grand Slam, Moscou                        | Emanuel Rego-Alison Cerutti      | Jefferson Bellaguarda-Patrick Heuscher | résultats |
| 9  | 19 au 24 juillet     | Québec Open Jeep, Montréal                       | Philip Dalhausser-Todd Rogers    | Matt Fuerbringer-Nick Lucena           | résultats |
| 10 | 26 au 31 juillet     | Mazury Orlen Grand Slam, Stare Jabłonki          | Philip Dalhausser-Todd Rogers    | Grzegorz Fijałek-Mariusz Prudel        | résultats |
| 11 | 2 au 7 août          | A1 Grand Slam presented by Volksbank, Klagenfurt | Cunha-Ricardo Santos             | Julius Brink-Jonas Reckermann          | résultats |
| 12 | 16 au 21 août        | Paf Open, Åland                                  | Marcio Araujo-Benjamin Insfran   | Philip Dalhausser-Todd Rogers          | résultats |
| 13 | 23 au 28 août        | HP Beach Open, La Haye                           | Cunha-Ricardo Santos             | Reinder Nummerdor-Richard Schuil       | résultats |
| 14 | 4 au 9 octobre       | Morocco Open, Agadir                             | Reinder Nummerdor-Richard Schuil | Julius Brink-Jonas Reckermann          | résultats |

### Dames
| #  | Date                 | Tournoi                                          | Vainqueurs                        | Finalistes                              |           |
| -- | -------------------- | ------------------------------------------------ | --------------------------------- | --------------------------------------- | --------- |
| 1  | 17 au 22 avril       | Brasilia Open, Brasilia                          | Larissa França-Juliana Felisberta | Misty May-Treanor-Kerri Walsh           | résultats |
| 2  | 26 avril au 1er mai  | Olympic Bay Sanya Open, Sanya                    | Larissa França-Juliana Felisberta | Zhang Xi-Xue Chen                       | résultats |
| 3  | 3 au 8 mai           | China Shanghai Jinshan Open, Shanghai            | Sanne Keizer-Marleen van Iersel   | Jennifer Kessy-April Ross               | résultats |
| 4  | 17 au 22 mai         | Myslowice Open, Mysłowice                        | Sanne Keizer-Marleen van Iersel   | Greta Cicolari-Marta Menegatti          | résultats |
| 5  | 6 au 11 juin         | Beijing Grand Slam, Pékin                        | Misty May-Treanor-Kerri Walsh     | Katrin Holtwick-Ilka Semmler            | résultats |
| 6  | 13 au 19 juin        | Championnats du monde de beach-volley, Rome      | Larissa França-Juliana Felisberta | Misty May-Treanor-Kerri Walsh           | résultats |
| 7  | 27 juin au 2 juillet | ConocoPhillips Grand Slam Stavanger, Stavanger   | Jennifer Kessy-April Ross         | Sara Goller-Laura Ludwig                | résultats |
| 8  | 4 au 9 juillet       | 1 to 1 Energy Grand Slam, Gstaad                 | Larissa França-Juliana Felisberta | Zhang Xi-Xue Chen                       | résultats |
| 9  | 11 au 16 juillet     | Moscow Grand Slam, Moscou                        | Misty May-Treanor-Kerri Walsh     | Larissa França-Juliana Felisberta       | résultats |
| 10 | 19 au 24 juillet     | Québec Open Jeep, Montréal                       | Talita Antunes-Maria Antonelli    | Carolina Solberg et Maria Clara Salgado | résultats |
| 11 | 25 au 30 juillet     | Mazury Orlen Grand Slam, Stare Jabłonki          | Larissa França-Juliana Felisberta | Jennifer Kessy-April Ross               | résultats |
| 12 | 1er au 6 août        | A1 Grand Slam presented by Volksbank, Klagenfurt | Misty May-Treanor-Kerri Walsh     | Zhang Xi-Xue Chen                       | résultats |
| 13 | 15 au 20 août        | Paf Open, Åland                                  | Zhang Xi-Xue Chen                 | Misty May-Treanor-Kerri Walsh           | résultats |
| 14 | 23 au 28 août        | HP Beach Open, La Haye                           | Larissa França-Juliana Felisberta | Misty May-Treanor-Kerri Walsh           | résultats |
| 15 | 1er au 6 novembre    | Phuket Thailand Open powered by PTT, Phuket      | Zhang Xi-Xue Chen                 | Jennifer Kessy-April Ross               | résultats |

## Classement

### Messieurs
| Classement | Noms                                   | Points |
| ---------- | -------------------------------------- | ------ |
| 1          | Emanuel Rego-Alison Cerutti            | 6460   |
| 2          | Philip Dalhausser-Todd Rogers          | 6160   |
| 3          | Julius Brink-Jonas Reckermann          | 5700   |
| 4          | Grzegorz Fijałek-Mariusz Prudel        | 4720   |
| 5          | Márcio Araújo-Ricardo Santos           | 3600   |
| 5          | Reinder Nummerdor-Richard Schuil       | 3600   |
| 5          | Jefferson Bellaguarda-Patrick Heuscher | 3600   |

### Dames
| Classement | Noms                                       | Points |
| ---------- | ------------------------------------------ | ------ |
| 1          | Larissa França-Juliana Felisberta da Silva | 6920   |
| 2          | Misty May-Treanor-Kerri Walsh              | 6780   |
| 3          | Zhang Xi-Xue Chen                          | 6400   |
| 4          | Jennifer Kessy-April Ross                  | 5780   |
| 5          | Talita Antunes da Rocha-Maria Antonelli    | 5660   |